# 龔遂
龔遂（?—?），字少卿，山陽郡南平陽縣（今山东省邹城市）人，西汉政治人物，他因通曉经学而出仕，逐步升遷為昌邑國郎中令，昌邑王劉賀於國中行為放縱，龔遂曾多次勸戒。汉昭帝駕崩後，劉賀被徵召至京師繼承皇位，期間驕奢淫逸，龔遂又屢次規勸，然而劉賀依然故我，最終僅在位二十七天就遭大將軍霍光廢黜，劉賀的屬臣二百多人全數被誅殺，只有龔遂與中尉王吉因多次進言而免於一死，但仍被處以髡刑罰為城旦。漢宣帝年間，龔遂受舉薦擔任勃海郡太守，任內平息盜賊、鼓勵農桑，政績卓著，回朝後升任水衡都尉，最終以高壽卒於任上。

## 生平

### 泣諫劉賀
龔遂因通曉经学被任命為官，後升遷至昌邑國郎中令，侍奉昌邑王刘贺，劉賀的言行舉止大多不正當，龔遂為人忠厚，剛毅有大節，在宮內直言勸諫昌邑王劉賀，在宮外督責昌邑王的太傅、國相，他引用儒家經書中的道理，陳述得失禍福，以至於痛哭流涕，忠言不絕。龔遂當面指責劉賀的過失，直至昌邑王捂著耳朵站起來走開，說：「郎中令喜歡羞辱人。」劉賀和昌邑國裡的眾人沒有一個不畏懼龔遂的。
昌邑王曾長時間地與養馬駕車的奴僕，以及掌管膳食的廚子在一起遊戲吃喝，給他們的賞賜沒有限度，龔遂入宮晉見昌邑王，哭泣著雙膝跪地前行，劉賀周圍侍候的人皆深受感動，紛紛落下眼淚。昌邑王問道：「郎中令為什麼哭呢？」龔遂回答說：「臣悲痛昌邑國的社稷危險啊！希望大王能夠賜給臣一處清靜空閒的地方，好讓臣竭盡自己的愚直。」劉賀於是讓左右的人全數迴避，龔遂問說：「大王知道膠西王劉卬之所以會無道敗亡的原因嗎？」劉賀說：「不知道。」龔遂便說：「臣聽說膠西王有一個善於諂媚的臣子叫侯得，膠西王的所作所為明明酷似桀、紂，侯得卻認為他是與尧、舜一樣的聖君。膠西王喜歡侯得的諂媚奉承，曾經與他同床共枕，只有侯得說的話才聽，以致於身死國滅。如今大王親近那些地位與道德都極為低下的小人，漸漸沾染上許多邪惡的習性，這是生死存亡的重要之事，不可不謹慎啊！臣請求挑選那些通曉經術、有良好德性與道義的郎官陪侍大王生活起居，坐下時就誦讀《诗经》與《尚書》，站立時就練習禮節儀容，如此對大王一定有所助益的。」劉賀答應了，龔遂於是挑選郎中張安等十人侍奉昌邑王，然而僅僅過沒幾天，劉賀就把張安等人全數驅逐離開他的身邊。

### 妖異屢現
過了很長一段時間，昌邑王宮中多次發生怪異、不祥的事物，劉賀曾看見一隻白色的狗，高三尺，沒有头，狗脖子以下像人，還戴著方山冠。後來劉賀又聽到有人說了一聲：「熊！」，抬頭當真在宮殿裡看見一隻熊，可是身邊的人卻都沒有看見。還有成群的大隻夷鴣飛來聚集到王宮裡，劉賀拿弓箭射殺了牠們。劉賀知道這些並非好事，內心相當厭惡，就此詢問龔遂，龔遂回答：「熊是山野中的獸類，其進入宮室中，只有大王單獨看見，此乃上天在告誡大王，恐怕這是昌邑國的宮室將要空虛，危難滅亡的象徵。夷鴣是野鳥，野鳥飛入宮裡，這也是滅亡之兆啊！」。
劉賀仰天長歎說：「不祥的徵兆為什麼屢屢出現啊！」龔遂叩頭說：「臣不敢隱瞞忠心，曾多次進言國家危亡的鑑戒，大王您聽了很不高興。可是國家的生存或滅亡，難道就在於臣的幾句諫言嗎？希望大王您內心自己估量。大王誦讀過《詩經》三百零五篇，其對人情事理的講述非常透徹，對治國之道也論述的相當完備，大王您的行為符合《詩經》中的哪一篇呢？大王您身為諸侯王，而所作所為卻比庶民百姓還要污濁，憑這種行為要保全國家很困難，想亡國卻極為容易，您應該深刻省察這些異兆。」後來又發現血污染了昌邑王的座席，劉賀再次去問龔遂，龔遂發聲大叫著說：「王宮就要空虛了，顯示災異的凶兆多次出現。血，是內心憂愁的象徵，大王應畏懼謹慎地反省自己。」然而劉賀始終不肯改變他的作為。

### 昌邑嗣統
恰逢汉昭帝駕崩，沒有子嗣，大將軍霍光徵召昌邑王劉賀來京主持喪禮。璽書上說：「命令昌邑王：派遣代行大鴻臚事務的少府史樂成、宗正劉德、光祿大夫丙吉、中郎将利漢徵召親王，乘坐七輛驛站傳車到長安官邸。」當夜漏夜還剩最後一刻時，用火照明發出璽書。接到璽書的當天中午，劉賀便從昌邑出發，申時就抵達定陶，共走了一百三十五里，沿途隨行人員騎乘的马接連累死，龔遂勸劉賀少帶一些隨從，劉賀才下令讓谒者等屬官五十多人返回昌邑。劉賀到達濟陽，派人尋求啼叫聲很長的長鳴雞，在途中又購買積竹杖。經過弘农县時，讓一個名字叫善的家奴頭領弄來民女裝進衣車之中。到了湖縣，朝廷的使者就此事責問昌邑國的國相安樂。安樂轉告龔遂，襲遂於是前去詢問劉賀，劉賀說：「沒有這回事。」龔遂說：「即使沒有，何必為了一個善而毀掉大王的品行道義呢！請將善拘捕轉交執法的官吏處理，以洗清大王的冤屈。」說完，就揪住善，交給衛士長依法處置。
劉賀來到長安城外的霸上，大鴻臚到郊外迎接，主管駕車的官吏奉上天子專用的乘輿。劉賀讓奴僕壽成駕車，郎中令龔遂陪乘。清晨抵達廣明苑東都門，龔遂說：「按照禮儀，從外地趕來料理喪事的人望見國都就要痛哭，這裡已經是長安東郭的城門了。」劉賀說：「我咽喉疼痛，哭不了。」到了長安內城門，龔遂又提醒劉賀，劉賀說：「內城門與外郭門是一樣的啊。」車馬將要到未央宫東門的宮闕了，龔遂說：「昌邑王的吊喪帷帳設在此闕門外馳道的北面，未到吊喪帷帳前，有一條南北方向的道路，在馬蹄差幾步到達吊喪大帳時，大王應該下車，面向宮門的西面俯伏，放聲痛哭盡哀為止。」劉賀說：「好吧。」抵達之後，劉賀按照喪禮規定哭弔漢昭帝，其後昌邑王劉賀便接受皇帝的印璽與綬帶，繼承大統。

### 髡為城旦
劉賀即位後，昌邑國的官員全被召入朝廷，原昌邑國的國相安樂亦升遷為長樂衛尉，龔遂去見安樂，哭泣著對他說：「大王被立為天子以來，一天比一天驕縱無度，勸諫他也不肯聽，眼下全國仍處在哀弔居喪的時期，陛下卻每天與身邊的近臣吃喝玩樂，不是觀賞虎、豹打鬥，就是召來用虎皮裝飾的車子，車上插著九條飄帶的大旗，乘著車四處奔馳，所作所為完全違背禮儀孝道。古代的制度寬鬆，大臣有辭官退隱的權利，如今卻無法辭職離去，想假裝瘋癲離開，又怕被他人知曉，身死且為世人恥笑，該怎麼辦才好呢？您是陛下原來封國的國相，應當極力勸說諫諍！」。
其後劉賀又夢見蒼蠅的屎堆積在宮中西階的東側，大約有五、六石之多，被屋頂上的瓦片覆蓋著，掀開一看，原來是蒼蠅屎。劉賀就此事詢問龔遂，龔遂說：「陛下讀過的《詩經》中不是說過了嗎：『飛來飛去的蒼蠅，落在了籬笆上，和悅近人的君子，不要聽信讒言。』陛下身邊進讒言的人很多，他們就像蒼蠅屎一樣。陛下應該進用先帝的大臣和皇室近親作為輔佐。如果不忍心疏遠昌邑國原來的舊臣，而聽信他們的讒毀阿諛之言，必然會有災禍發生。希望陛下能返禍為福，把昌邑舊臣全部流放驅逐，臣應當作為第一個被放逐的！」但劉賀依然故我。
劉賀即帝位僅二十七天，終於因為行為荒淫而被廢黜，昌邑國的群臣由於犯了使昌邑王陷於邪惡不道之中的罪行，全數被誅殺，死者達兩百多人，只有龔遂和中尉王吉因曾多次直言勸諫劉賀，得以減刑免死，被判處剃去頭髮的髡刑，服四年到六年的城旦苦役。

### 平息盜患
劉賀遭廢位後，汉宣帝登基為皇。過了許久，勃海郡及其左右相鄰的一些郡鬧災荒，盜賊並起，這些郡的二千石級官員皆無法制止。漢宣帝打算挑選能夠治理這些地方的官員，丞相和御史大夫舉薦說龔遂可以任用，漢宣帝於是任命其為勃海郡太守。此時龔遂已經高齡七十多歲了，漢宣帝召見時，龔遂形貌矮小，漢宣帝看見，感覺與所聽說的不符，心裡有些輕視他，對龔遂說：「勃海郡長期混亂，朕非常擔憂那裡，你準備用什麼辦法來平息當地的盜賊，以稱朕的心意？」龔遂回答說：「勃海地處距離遙遠的海濱，沒能浸潤聖上的教化，那裡的百姓被飢餓寒冷所困，而地方官吏又不加以體恤，所以才逼得陛下子民盜用陛下的兵器在水塘中玩弄一下罷了，現在不知陛下是想讓臣用武力平定他們呢，還是安撫他們呢？」漢宣帝聽到龔遂的對答非常高興，回答道：「挑選任用賢良的官員前往，當然是要安撫百姓啊！」龔遂說：「臣聽說治理騷亂的人民就如同整理散亂在一起繩子的一樣，不能夠著急，只能慢慢來，然後才能夠治理好。臣希望丞相和御史大夫暫且不要用規章制度、法令條文約束臣，讓臣能夠依據實際情況便宜行事。」漢宣帝答應了，並多加賞賜黃金給龔遂，贈給其四匹馬拉的驛車赴任。
龔遂行至勃海郡界，郡中聽說新太守已到達，就派兵前往迎接，龔遂把兵士全數遣回，隨後頒布並傳遞公文，吩咐告誡勃海郡所屬各縣，全部撤掉抓捕盜賊的官吏，所有手持锄头和镰刀等農具的全被認為是良民，官吏不得查問，只有拿武器的才被認為是盜賊。龔遂僅乘一輛車獨自來到郡太守府，郡中安定井然，一些盜賊也都因時間長久厭倦當賊了，而主動散夥。勃海郡內另外還有不少成群結黨搶劫掠奪的人，聽聞龔遂發布的教令後，也都隨即解散，扔掉手中的兵器，改拿鐮刀與鋤頭，盜賊於是全部平息，百姓們安居樂業，龔遂這才打開糧倉向貧民發放或借給粮食，挑選優秀的屬吏慰問、安撫和治理百姓。

### 勸課農桑
龔遂看到齊地的風俗頗為奢侈，百姓們喜歡從事工商末業，不願意從事農耕，他於是身體力行提倡勤儉節約，勸導老百姓致力於種田養蚕，命令每個人都要種一棵榆树，一百株藠頭，五十棵葱，一壟韭菜，每家要養二頭母豬，五隻鸡。百姓們有人身上攜帶刀劍的，龔遂就讓他們賣掉刀劍買耕牛，說：「為什麼要把可以換成牛、犢的刀劍佩帶在身上？」老百姓春、夏兩季不可以不到農田中去幹活，秋季與冬季便督促他們收穫與積儲，還讓家家戶戶盡量多儲藏植物的果實、菱角、芡實之類等可食用的東西。龔遂四處慰勞巡視，全郡中的人家都有了積蓄，官吏和百姓們皆富裕殷實，犯罪與訴訟也停止平息了。

### 王生之勸
過了幾年，漢宣帝派遣使者徵召龔遂，太守府中的議曹王生請求陪同龔遂前往。功曹認為王生這人一向喜愛飲酒，沒有節制，不應該讓他跟去。但龔遂不忍心拒絕王生，仍是讓他隨從來到京師長安。王生每日只顧著喝酒，從不去照看龔遂。當龔遂被召見進宮時，王生正巧喝得醉醺醺的，他從龔遂背後大聲呼喊道：「明府暫且稍停一下，我想告訴您幾句話。」龔遂轉身回來問他是什麼事情，王生說：「天子如果問您是用什麼辦法治理好勃海郡的，您千萬不可多說什麼，而是應該說『這全是聖明君主您的威德』，不是小臣我的能耐！」龔遂接受了他的勸告。龔遂來到漢宣帝面前，漢宣帝果然詢問起他治理勃海郡的情況，龔遂就按照王生所說的那樣對答。漢宣帝喜歡他謙虛辭讓的品德，笑著說：「你是從哪裡學到用這種長者的厚道之語來回答阿？」龔遂走上前說：「臣本來不知道這些，而是臣的議曹王生告誡臣的。」漢宣帝因為龔遂年紀大了，不適合擔任公卿，於是任命他為水衡都尉，並讓議曹王生擔任水衡丞，以此褒獎和宣揚龔遂的治績。水衡都尉執掌上林苑，負責備辦各種器物陳設離宮別館，供給宗庙祭祀所用的牺牲，屬於皇帝身邊的親近官職。漢宣帝相當器重龔遂，龔遂最終以高壽在水衡都尉的任上逝世。

## 評價
- 錢時：龔遂、王吉可謂忠貞之臣矣，痛言苦口悲傷懇惻，真膏肓起死之藥，奈何王之不聽也，昌邑羣臣坐亡輔道之誼，誅殺者二百餘人，而遂、吉竟以忠諫免事，至於此豈其本心之所願也。然為人臣而逢君於昬，以茍目前之寵者，果何利哉。雖然太甲既立，而後不明，非伊尹之過也，昌邑素行如此，而霍光迎立之亦不審也[5]。
- 丘濬：宣帝以勃海盜起，選能治者，丞相以龔遂應詔，可謂得人矣。以今觀之，雖曰遂之才能，然非相臣之舉，則帝無由得以用之，宣帝召至殿庭，親行詰問，假之以文法，寵之以厚賜，此遂所以盡心效力，使郡之盜賊悉平而皆為良民也。於此一事可見宣帝留心民瘼，雖以一遐遠之郡、二千石之吏猶拳拳如此，蓋欲無負乎上天之付托、祖宗之傳序，而亦不虛受臣民之供奉愛戴也[6]。

## 延伸閱讀
[在维基数据编辑]
 《漢書/卷089》，出自班固《漢書》